# Time Boom X De Devil Dead
Time Boom X De Devil Dead je studijski album Leeja Scratcha Perryja i sastava Dub Syndicate. Izašao je 1987. godine pod etiketom Syncopate. Reizdala ga je 1994. diskografska kuća On-U Sound na CD-u 1994. godine, a 2001. godine diskografska kuća EMI Records.

## Popis pjesama - izdanje iz 1987.

### Strana A
1. "S.D.I." (6:27)
2. "Blinkers" (4:58)
3. "Jungle" (7:33) (bas - Evar Wellington, gitara - Martin Frederix, klavijature - Kishi Yamamoto, vokal - Akabu)
4. "De Devil Dead" (4:29) (vokal - Akabu)

### Strana B
1. "Music + Science Lovers" (5:05) (bas - Doctor Pablo, gitara - Doctor Pablo)
2. "Kiss the Champion" (7:13)
3. "Allergic to Lies" (3:53) (klavijature - Kishi Yamamoto)
4. "Time Conquer" (4:31) (gitara - Martin Frederix, klavijature - Kishi Yamamoto, piano - Kishi Yamamoto)

### Zasluge
Glazbenici koji su radili na prvom izdanju ovog albuma.
- bas - Errol "Flabba" Holt
- bubnjevi - Lincoln "Style" Scott
- inženjer - A.M. Sherwood, Derek Birket
- gitara - Bingy Bunny, Dwight Pinkney
- klavijature - Peter "Doctor Pablo" Stroud
- perkusije - Bonjo Iyabinghi Noah
- klavir - Steely
- saksofon - "Deadly" Headley Bennett

- crteži za omot - Lee Perry
- mastering - Kevin Metcalfe
- fotografija, omot - Kishi
- producent - Adrian Sherwood, Lee Perry

## Popis pjesama - izdanje iz 1994.
Izdanje iz 1994. koje sadrži elektronske remikse.

### Sadržaj CD-a
1. "S.D.I." (6:27)
2. "Blinkers" (4:58)
3. "Jungle" (7:33) (bas - Evar Wellington, gitara - Martin Frederix)
4. "De Devil Dead" (4:29)
5. "Music & Science Lovers" (5:05)
6. "Kiss the Champion" (7:13)
7. "Allergic to Lies" (3:53)
8. "Time Conquer" (4:31) (gitara - Martin Frederix)
9. "Jungle (izvorna verzija od 7")" (3:46)
10. "Jungle (Wall Of China)" (2:52)
11. "Night Train" (3:04)

### Zasluge
Glazbenici koji su radili na drugom izdanju ovog albuma.
- bas - Errol "Flabba" Holt
- bas, gitara, klavijature - Doctor Pablo
- bubnjevi - Style Scott
- gitara - Bingy Bunny, Dwight*
- klavijature - Kishi Yamamoto (skladbe br. 3,7,8,9,10)
- perkusija - Bonjo Iyabinghi Noah
- piano - Steely
- saksofon - "Deadly" Headley Bennett
- vokal - Akabu (skladbe br. 3,4,9,10)

## Vanjske poveznice
- (engleski) Roots-archives  Arhivirana inačica izvorne stranice od 25. travnja 2008. (Wayback Machine)